# Teresio Traversa
Teresio Traversa (Candiolo, 12 marzo 1915 – Milano, 5 maggio 1977) è stato un calciatore italiano, di ruolo mediano.

## Carriera
Formatosi nell'Ardita Vercelli, viene ingaggiato dai ben più noti "cugini" della Pro Vercelli nel 1932. 
Con i piemontesi rimane per quattro stagioni, al termine delle quali passa alla Fiorentina.
Con i viola gioca un biennio per poi passare al Milan, dove nuovamente rimane per un biennio, non scendendo in campo però nella seconda stagione di permanenza in rossonero.
Traversa decide quindi di scendere di categoria pur di giocare, trasferendosi al Savona. Con i liguri la stagione è ottima, impreziosita da 5 marcature.
La buona annata lo fa notare dal Livorno, che lo ingaggia nel 1941. Con i labronici nella stagione 1942-1943, annata che vede Traversa tra i protagonisti, raggiunge un insperato 2º posto in Serie A.
La guerra lo costringe a fermarsi per quasi due anni, anche se riesce comunque a disputare in Puglia il Campionato dell'Italia libera 1944 con il Rutigliano ed il successivo Torneo misto pugliese 1944-1945 con la formazione Franco Baldassarre di Altamura.
Traversa era nella rosa del Genova 1893 (nome assunto in quel periodo dal Genoa) che partecipò alla Coppa Città di Genova che nei primi mesi del 1945 sostituì il normale campionato a causa degli eventi bellici che sconvolgevano l'Europa in quel periodo. La competizione fu vinta proprio dalla sua squadra, che sorpassò all'ultima giornata i rivali del Liguria; a Traversa ed a ciascun vincitore della competizione furono date in premio 20.000 lire dal futuro presidente rossoblù Antonio Lorenzo.
Al termine del conflitto Traversa è sempre tra le file dei genovesi, che avevano riassunto l'antico nome di Genoa, con i quali gioca 8 incontri dell'anomalo campionato 1945-1946, chiuso al dodicesimo posto della Serie A Alta Italia.
Al termine dell'esperienza rossoblù passa al Vigevano, club nel quale chiude la carriera nel 1948.
Ha giocato per dieci stagioni in Serie A per un totale di 185 presenze. Il miglior risultato ottenuto in carriera è stato il secondo posto conquistato con la maglia del Livorno nel 1942-1943.

## Statistiche

### Presenze e reti nei club
| Stagione       | Squadra        | Campionato     | Campionato | Campionato |
| Stagione       | Squadra        | Comp           | Pres       | Reti       |
| -------------- | -------------- | -------------- | ---------- | ---------- |
| 1932-1933      | Pro Vercelli   | A              | 6          | 1          |
| 1933-1934      | Pro Vercelli   | A              | 33         | 0          |
| 1934-1935      | Pro Vercelli   | A              | 26         | 1          |
| 1935-1936      | Pro Vercelli   | B              | 30         | 4          |
| 1936-1937      | Fiorentina     | A              | 25         | 0          |
| 1937-1938      | Fiorentina     | A              | 29         | 2          |
| 1938-1939      | Milano         | A              | 16         | 0          |
| 1939-1940      | Milano         | A              | 0          | 0          |
| 1940-1941      | Savona         | B              | 33         | 5          |
| 1941-1942      | Livorno        | A              | 22         | 1          |
| 1942-1943      | Livorno        | A              | 20         | 2          |
| 1945-1946      | Genoa          | DN             | 8          | 0          |
| 1946-1947      | Vigevano       | B              | 21         | 1          |
| 1947-1948      | Vigevano       | B              | 7          | 0          |
| Totale Serie A | Totale Serie A | Totale Serie A | 185        | 7          |

## Palmarès

### Club

#### Competizioni regionali
- Coppa Città di Genova: 1

Genova 1893: 1945